# Reconnaissance de la qualité de travailleur handicapé
 (avril 2013).
Si vous disposez d'ouvrages ou d'articles de référence ou si vous connaissez des sites web de qualité traitant du thème abordé ici, merci de compléter l'article en donnant les références utiles à sa vérifiabilité et en les liant à la section « Notes et références ».
La reconnaissance de la qualité de travailleur handicapé (la RQTH) est, en France, un statut reconnu par la commission des droits et de l'autonomie des personnes handicapées (CDAPH). Elle apparaît sous forme d'une notification de décision et est valable pour une certaine durée avec la possibilité d'être renouvelée à l'échéance. Cette reconnaissance permet aux personnes handicapées d'accéder à un ensemble de mesures favorisant leur insertion professionnelle et leur maintien dans l'emploi.

## Bénéficiaires
Cette reconnaissance concerne toutes les personnes âgées de 16 ans et plus dont les possibilités d'obtenir ou de conserver un emploi sont réduites du fait d'un handicap physique, sensoriel, mental ou psychique. Elle concerne aussi les personnes ayant une maladie chronique ou un problème de santé causant des répercussions au travail. 

## Services et aides octroyées par la RQTH
La RQTH permet à une personne handicapée d'avoir un accès à des mesures favorisant l'insertion professionnelle et le maintien dans l'emploi. Révéler son statut en tant que travailleur handicapé permettra à la personne ainsi qu'à son employeur de bénéficier des aides liées à ce statut. Faire reconnaître son handicap est aussi important pour une personne handicapée puisqu'il lui permet d'être orientée vers des entreprises adaptées (EA) qui peuvent l'aider à trouver un emploi, mais également par exemple de bénéficier d'un aménagement de poste de travail, d'un accompagnement spécialisé par le Cap Emploi, de bénéficier d'un contrat subventionné ou encore d'avoir accès à des stages de réadaptation et de rééducation. 
La personne bénéficie des mesures suivantes :
- l'orientation par la CDAPH vers une Entreprise adaptée (EA), un établissement ou service d'accompagnement par le travail (ESAT) ou une formation choisie par l'intéressé dans le droit commun ou en centre de rééducation professionnelle (CRP) ;
- le soutien du réseau de placement spécialisé Cap emploi ;
- l'accès à la fonction publique par concours, aménagé ou non, ou par recrutement contractuel spécifique ;
- les aides de l'Association de gestion du fonds pour l'insertion professionnelle des personnes handicapées (Agefiph) pour l'insertion en milieu ordinaire de travail ;
- les aides des Fonds pour l'insertion des personnes handicapées dans la fonction publique (FIPHFP) ;
- la priorité d'accès à diverses mesures d'aides à l'emploi et à la formation ;
- elle sécurise le parcours professionnel ;
- elle donne accès à certains droits (anticipation du départ à la retraite, priorité pour les mutations...).

## Procédure
Pour se faire reconnaître en tant que personne handicapée, la personne concernée doit envoyer un dossier rempli à la maison départementale des personnes handicapées (MDPH) de son département de résidence. Ce dossier peut être retiré auprès de la MDPH mais aussi auprès des services sociaux, des mairies ou auprès d'associations[Lesquelles ?]. Le médecin ou le médecin du travail de la personne concernée doit ensuite remplir le formulaire et joindre tous les documents demandés.
Une fois le dossier déposé, l'équipe pluridisciplinaire de la MDPH étudiera le dossier qui sera ensuite envoyé à la commission des droits et de l'autonomie des personnes handicapées (CDAPH) qui prendra une décision.
Enfin, l'avis de la CDAPH sera envoyé par courrier à la personne concernée.

## Discrimination au travail
Il a cependant été rapporté que le statut de RQTH ne dispensait pas de faire l'objet discrimination validiste.